# Chiesa di Santa Caterina (Luint)
La chiesa di Santa Caterina è un luogo di culto di Luint, frazione di Ovaro, in provincia e arcidiocesi di Udine; fa parte della forania della Montagna.

## Storia
La prima chiesa di Luint della quale abbiamo notizie fu edificata nel 1400. Questo edificio fu restaurato nel 1450 e nel 1600. L'attuale chiesa venne costruita nel XVIII secolo; di quella precedente rimane soltanto il coro, utilizzato al giorno d'oggi come sacrestia.
Intorno agli anni ottanta del XX secolo la chiesa venne ristrutturata in seguito ai danni subito durante il terremoto del Friuli del 1976.